# Sonja Sohn
Sonja Sohn, geboren als Sonja Williams (Newport News, Virginia, 1964) is een Amerikaanse actrice.

## Carrière
Sohn speelde in 1998 naast acteur Saul Williams in de onafhankelijke film Slam en ze was bovendien een van de schrijvers van de film. De film won de hoofdprijs op het Sundance Film Festival. In 1999 speelde ze in Bringing Out the Dead van Martin Scorsese. In de periode van 2002 tot 2008 was ze te zien als Detective Kima Greggs in de HBO-serie The Wire, waarvoor ze in 2003 een Asian Excellence Award won. Vanaf 2011 speelt ze de rol van Detective Samantha Baker in Body of Proof.